# StEG II 257–285
A StEG II 257–285 sorozat egy szerkocsis gőzmozdonysorozat volt az Osztrák–Magyar Államvasút-Társaságnál (ÁVT) (Staats-Eisenbahn-Gesellschaft, StEG).

## Története
Összesen 29 db, eredetileg a bécsújhelyi mozdonygyár által épített, elavult 1B tengelyelrendezésű mozdonyt építtetett át az ÁVT. Ezek zömmel a Magyar Középponti Vasút, (MKpV) (Ungarischen Zentralbahn , UZB) állományából származtak. Az alábbi számú mozdonyok kerültek átépítésre: 377, 381, 402, 403, 408, 411, 412, 416, 419–421, 424–426, 428–431, 433–437 és 423 az első számozási rendszer szerint, továbbá a 242, 245 számúak a második számozási rendszer szerint. Ehhez jött még a pesti műhely  három új építésű mozdonya (264, 281 és 282). Az átépítést az ÁVT pesti műhelye végezte 1862 és 1976 között. Az átépítés során korszerűsítették a kazánt, megemelték a gőznyomást, mozdonysátrat építettek rá, cserélték a Klein-féle (stanicli) kéményt, stb.
1873-ban a mozdonyokat a IVr. osztályba sorolták és 257-285 pályaszámokat osztották rájuk. A 15 mozdony 1891-ben a MÁV-hoz került 1286-1300 pályaszámokon. 1911-ben a megmaradt 4 gépet a 252 sorozatba a 001-004 pályaszám alá osztották. 1913-ig valamennyit selejtezték.

## Fordítás
- Ez a szócikk részben vagy egészben  a   StEG II 257-285 című német Wikipédia-szócikk fordításán alapul.  Az eredeti cikk szerkesztőit annak laptörténete sorolja fel. Ez a jelzés csupán a megfogalmazás eredetét és a szerzői jogokat jelzi, nem szolgál a cikkben szereplő információk forrásmegjelöléseként.